# Hrubá Vrbka
Hrubá Vrbka (in tedesco Gross Wrbka) è un comune della Repubblica Ceca facente parte del distretto di Hodonín, in Moravia Meridionale.